# Azer Bušuladžić
Azer Bušuladžić (Trebigne, 12 novembre 1991) è un calciatore bosniaco, centrocampista svincolato.

## Carriera
Ha giocato nella prima divisione danese, in quella rumena, in quella greca ed in quella cipriota.

## Statistiche

### Presenze e reti nei club
Statistiche aggiornate al 3 gennaio 2018.
| Stagione               | Squadra                | Campionato             | Campionato | Campionato | Coppe nazionali | Coppe nazionali | Coppe nazionali | Coppe europee | Coppe europee | Coppe europee | Altre coppe | Altre coppe | Altre coppe | Totale | Totale |
| Stagione               | Squadra                | Comp                   | Pres       | Reti       | Comp            | Pres            | Reti            | Comp          | Pres          | Reti          | Comp        | Pres        | Reti        | Pres   | Reti   |
| ---------------------- | ---------------------- | ---------------------- | ---------- | ---------- | --------------- | --------------- | --------------- | ------------- | ------------- | ------------- | ----------- | ----------- | ----------- | ------ | ------ |
| 2009-2010              | Vejle                  | 1.D                    | 15         | 1          | CD              | 5               | 0               | -             | -             | -             | -           | -           | -           | 20     | 1      |
| 2010-2011              | Vejle                  | 1.D                    | 23         | 1          | CD              | 0               | 0               | -             | -             | -             | -           | -           | -           | 23     | 1      |
| 2011-2012              | Vejle-Kolding          | 1.D                    | 22         | 3          | CD              | 2               | 0               | -             | -             | -             | -           | -           | -           | 24     | 3      |
| 2012-2013              | Vejle-Kolding          | 1.D                    | 28         | 2          | CD              | 2               | 0               | -             | -             | -             | -           | -           | -           | 30     | 2      |
| Totale Vejle-Kolding   | Totale Vejle-Kolding   | Totale Vejle-Kolding   | 50         | 5          |                 | 4               | 0               |               | -             | -             |             | -           | -           | 54     | 5      |
| 2013-gen. 2014         | Vejle                  | 1.D                    | 16         | 1          | CD              | 1               | 0               | -             | -             | -             | -           | -           | -           | 17     | 1      |
| Totale Vejle           | Totale Vejle           | Totale Vejle           | 54         | 3          |                 | 6               | 0               |               | -             | -             |             | -           | -           | 60     | 3      |
| gen.-giu. 2014         | Odense                 | SL                     | 10         | 0          | CD              | -               | -               | -             | -             | -             | -           | -           | -           | 10     | 0      |
| 2014-2015              | Odense                 | SL                     | 25         | 0          | CD              | 0               | 0               | -             | -             | -             | -           | -           | -           | 25     | 0      |
| 2015-2016              | Odense                 | SL                     | 25         | 1          | CD              | 2               | 0               | -             | -             | -             | -           | -           | -           | 27     | 1      |
| Totale Odense          | Totale Odense          | Totale Odense          | 60         | 1          |                 | 2               | 0               |               | -             | -             |             | -           | -           | 62     | 1      |
| 2016-2017              | Dinamo Bucarest        | L1                     | 24+9       | 0          | CR+CdL          | 2+4             | 0               | -             | -             | -             | -           | -           | -           | 39     | 0      |
| lug.-ago. 2017         | Dinamo Bucarest        | L1                     | 3          | 0          | CR              | -               | -               | UEL           | 1             | 0             | -           | -           | -           | 4      | 0      |
| Totale Dinamo Bucarest | Totale Dinamo Bucarest | Totale Dinamo Bucarest | 36         | 0          |                 | 6               | 0               |               | 1             | 0             |             | -           | -           | 43     | 0      |
| ago. 2017-2018         | Atromītos              | SL                     | 14         | 0          | CG              | 2               | 0               | -             | -             | -             | -           | -           | -           | 16     | 0      |
| Totale carriera        | Totale carriera        | Totale carriera        | 214        | 9          |                 | 20              | 0               |               | 1             | 0             |             | -           | -           | 235    | 9      |